# Ciborowce
Ciborowce, turzycowce (Cyperales) – rząd roślin wyróżniany w niektórych systemach klasyfikacyjnych w obrębie jednoliściennych. 

## Systematyka
W systemie Cronquista (1981) do rzędu tego należały rodziny ciborowatych (Cyperaceae) i wiechlinowatych (Poaceae).
W ujęciu systemu Reveala (1993–1999) ciborowce to takson monotypowy zawierający jedną rodzinę ciborowatych (Cyperaceae). 
W systemie APG III (2009) ciborowce nie są wyróżniane, a rodzina ciborowatych jest klasyfikowana do wiechlinowców (Poales).